# Seznam španskih poslovnežev
Seznam španskih poslovnežev.

## A
- Isak Andic (1953-2024)

## B
- Enric Bernat

## M
- Ramón Mendoza

## O
- Amancio Ortega Gaona

## P
- Florentino Pérez
- Jesús de Polanco

## R
- José María Ruiz Mateos

## S
- Lorenzo Sanz